# ビュイック・ランデヴー
ランデヴー (RENDEZVOUS) は、GMが製造、ビュイックブランドで販売されていた自動車である。

## 概要
2001年春、2002年モデルとして発売。プラットフォームは、第二世代 GM Uプラットフォームをショートホイールベース化したものが使用された。
ミニバン、高級乗用車、SUVを融合した車両とされ、3列シート7人乗りとなっているほか、乗り心地において同車の高級セダンパークアベニューをベンチマークとし、全グレードにおいてインディペンデント・リアサスペンションが採用された。
横置きV型6気筒の 3.4L LA1型および3.6L LY7型ガソリンエンジンが搭載され、4速オートマチックトランスミッションが組み合わされる。また、駆動方式は前輪駆動と、バーサ・トラック式四輪駆動システムが選択できる。
2003年モデルのマイナーチェンジで、フロントターンシグナルレンズがクリア化されたほか、本革シートなどを採用した最上級グレードの「Ultra」が追加された。また、リアコンビランプのデザインにも小変更が施された。
2004年モデルからは、当初四輪駆動モデルのみであった「Ultra」に、前輪駆動モデルが追加された。
また、最終モデルとなった2007年モデルには、四輪駆動が用意されず、前輪駆動のみがラインアップされた。
2007年、北米向けの生産が終了。後継モデルはエンクレイブである。生産はメキシコのラモス・アリスペ組立工場において行われた。販売は、アキュラ・MDXなどのライバル車よりも安価であったため、好調に終わった。

## 車名
「ランデヴー (RENDEZVOUS」は、「待ち合わせ、会合」という意味のフランス語である。

## 参照
1. ↑  台湾向けは現在でも生産販売されている。